# Míriam Colón
Pour les articles homonymes, voir colon.
Míriam Colón est une actrice américaine d'origine portoricaine née le 20 août 1936 à Ponce (Porto Rico) et morte le 3 mars 2017 à New York (État de New York).

## Biographie

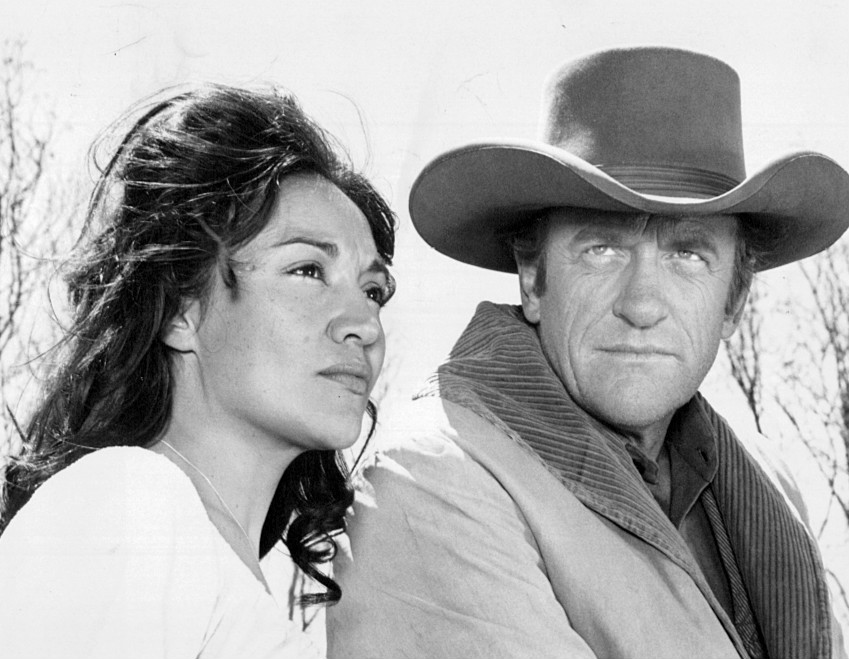
Míriam Colón et James Arness dans Gunsmoke (1970).

Elle est notamment connue pour avoir été la mère de Tony Montana dans Scarface en 1983.

## Filmographie

### Cinéma
- 1953 : Los Peloteros : Lolita
- 1956 : Crowded Paradise
- 1961 : La Vengeance aux deux visages (One-Eyed Jacks) : Redhead
- 1961 : Battle at Bloody Beach : Nahni
- 1961 : The Outsider : Anita
- 1963 : Harbor Lights (en) de Maury Dexter : Gina Rosario
- 1963 : Thunder Island : Anita Chávez
- 1966 : L'Homme de la Sierra (The Appaloosa) : Ana
- 1972 : Possession meurtrière (The Possession of Joel Delaney) : Veronica
- 1979 : A Life of Sin : Isabel
- 1981 : Back Roads : Angel
- 1983 : Scarface : Mama Montana
- 1991 : City of Hope : Mme Ramirez
- 1993 : La Maison aux esprits (The House of the Spirits) : Nana
- 1995 : Sabrina, de Sydney Pollack : Rosa
- 1996 : Lone Star : Mercedes Cruz
- 1999 : Gloria : María
- 2000 : De si jolis chevaux (All the Pretty Horses) : Doña Alfonsa
- 2001 : The Blue Diner : Meche
- 2005 : Goal! : Naissance d'un prodige (Goal!) : Mercedes
- 2006 : The Cry : Gloria the Curandera
- 2007 : Goal 2 : La Consécration : Mercedes
- 2014 : Top Five : La grand-mère de Chelsea

### Télévision
- 1959 : Au nom de la loi  : saison 2 épisode 11 (Un étrange garçon/Desert seed) : Mme. Gomez
- 1967 : Christmas in the Marketplace - Virgin Mary / Mercedes
- 1969 : The Desperate Mission - Claudina, Otilia's Servant
- 1971 : They Call It Murder (en) - Anita Nogales
- 1974 : Dr. Max - Mrs. Camacho
- 1977 : The Hemingway Play
- 1981 : Starstruck - Yolanda
- 1984 : Best Kept Secrets - Ina Díez
- 1987 : Les Routes du paradis épisode 4 saison 4 - Anna
- 1988 : Deadline: Madrid
- 1991 : Le Syndrome de la mort (Lightning Field)
- 1995 : Lonesome Dove : Le Crépuscule (Streets of Laredo) (feuilleton) - Estrella
- 1996 : Jury en otage (Mistrial) - Mrs. Cruz
- 2000 : For Love or Country: The Arturo Sandoval Story
- 2001 : Almost a Woman  - Tata
- 2015 : Better Call Saul - Abuelita